# Miguel Pacheco
Miguel Pacheco Font (Sabadell, 5 settembre 1931 – Barcellona, 17 febbraio 2018) è stato un ciclista su strada spagnolo.
Professionista dal 1955 al 1966, ha vinto undici corse fra cui la Vuelta a Andalucía e due tappe alla Vuelta a España. Nella Vuelta a España ha anche indossato per un giorno la maglia amarillo e per due volte ha concluso al terzo posto la classifica generale, nel 1960 e nel 1963.

## Palmarès
- 1955

4ª tappa Vuelta a Catalunya
- 1956

6ª tappa Vuelta a Asturias
- 1957

Seu d'Urgel
- 1958

1ª tappa Vuelta a España
2ª tappa Vuelta a Sureste Español
- 1959

Classifica generale Vuelta a Andalucía
Campeonato Vasco Navarro de Montaña
- 1962

3ª tappa 2ª semitappa Vuelta a Catalunya
Trofeo Jesus Galdeano
- 1963

12ª tappa 2ª semitappa Vuelta a España
- 1965

Porto-Lisbona

## Piazzamenti

### Grandi giri
- Tour de France

1958: ritirato
1960: 69º
1961: ritirato
1963: 17º
1964: ritirato
- Vuelta a España

1958: 20º
1960: 3º
1961: 12º
1962: 4º
1963: 3º

### Classiche
- Milano-Sanremo

1962: 47º
1963: 71º

### Competizioni mondiali
- Campionati del mondo

Zandvoort 1959 - In linea: ritirato
Salò 1962 - In linea: ritirato
Ronse 1963 - In linea: ritirato